# Carlos Antonio Aguirre Rojas
.
.
Carlos Antonio Aguirre Rojas (Ciudad de México; 1955) es un sociólogo, teórico e investigador mexicano. Doctor en economía por la UNAM y posdoctor por la UNAM en el Instituto de Investigaciones Sociales y docente en la Escuela Nacional de Antropología e Historia.
Ha escrito un elevado número de libros, artículos y compilaciones, tanto en el terreno de la investigación como de la divulgación. Es exponente, en México, de lo que ha llamado historia crítica; en la mayor parte de sus textos ha difundido las metodologías históricas desarrolladas a mediados del siglo XX, principalmente la escuela de los Annales.
Entre sus influencias principales, pueden ser mencionados Karl Marx, Fernand Braudel, Marc Bloch, Lucien Febvre, Michel Foucault, Carlo Ginzburg, Edward Thompson, Ranajit Guha, Walter Benjamin, Norbert Elias e Immanuel Wallerstein.
Aguirre Rojas, a partir de las posturas ideológicas que defiende, ha llevado a la praxis su actividad. En este sentido, es director y fundador de la revista de divulgación científica y cultural Contrahistorias la otra mirada de Clío, académico, activo conferencista y adherente a la Sexta Declaración de la Selva Lacandona del EZLN.
Se vale de un estilo didáctico de escritura. Su texto más popular es Antimanual del mal historiador o como hacer historia crítica (Editorial Contrahistorias), en el cual plantea, en un lenguaje accesible, las discusiones y posturas de la ciencia histórica, cuestionando la actividad historiográfica en México, que, según el autor, presenta un retraso metodológico respecto al plano internacional. Dicho texto ha sido reeditado en varios países.

## Formación y actividad académica
Fue nombrado Directeur d’Études en la Maison des Sciences de l’Homme (1994, 1995, 1997, 2001, 2004 y 2008). Recibió el Diploma de Reconocimiento Académico de la Universidad de San Carlos de Guatemala en 1992. Ha sido Professeur Invité de la Université de Toulouse (1998) y Profesor Visitante Extranjero en la Universidad Nacional Mayor de San Marcos de Lima (1998). Ha sido Investigador Visitante en el Fernand Braudel Center de la State University of New York en Binghamton (1999), Investigador Invitado en el Centro ‘Juan Marinello’ de La Habana (2000) e Investigador Visitante en el Institut for Scholars of Columbia University en París (2008). Fue Profesor Invitado en la Escuela de Historia de la Universidad Michoacana (2000 – 2001) y profesor Responsable de un Seminario Internacional en la Universidad de Antioquia, en Colombia (2003). Es Director de la revista Contrahistorias, desde el año de 2003, y miembro del Sistema Nacional de Investigadores de México desde 1988. 
Sus artículos han sido traducidos al inglés (Stiinte Politice, 2007; Theomai, 2006; Review, 2005, 2001 y 1992, Historia, 2004; Journal of World-System Research, 2000), francés (Review, 2008, Caravelle, 2000; Review, 1999; Annales. Histoire, Sciences Sociales, 1998; Cahiers Marc Bloch, 1997; Information sur les sciences sociales, 1996; Espaces Temps, 1995), alemán (Historisch-Kritisches Wörterbuch des Marxismus, 2002, 1999 y 1994, Comparativ, 2002, 2001 y 1996), portugués (Maquinaçoes, 2007; Temas & Matizes, 2003 y 2001, Estudos Ibero-Americanos, 2001, Revista de Historia das Ideias, 1996; Margem, 1994; Revista Crítica de Ciencias Sociais, 1993), chino (Historiography Quarterly, 2002, Universidad de Nankín, 2001), catalán (Manuscrits, 1996), ruso (Diálogos con el Tiempo, 2004 y 2001, y en un libro de Ed. Nauka, 1993) gallego (en el diario electrónico GalizaCig, 2002) italiano (Storia della Storiografia, 2004, Mondoperaio, 2001; Storiografía, 2003, 2000, 1998 y 1997; Revista di Storia della Storiografia moderna, 1994 y 1993) polaco (Le Monde Diplomatique. Edición Polonia, 2007) y rumano (Relatii Internationale, 2007).